# Роздільненська сільська рада
Роздільненська сільська рада — орган місцевого самоврядування у Самбірському районі Львівської області. Адміністративний центр — село Роздільне.

## Загальні відомості
Територією ради протікає річка Вишенька.

## Історія
Роздільненська сільська рада утворена в лютому 1940 року як Розділовицька; 7 травня 1946 року перейменована на Роздільненську.

## Населені пункти
Сільській раді підпорядковані населені пункти:
- с. Роздільне

## Склад ради
Рада складається з 12 депутатів та голови.

### Керівний склад попередніх скликань
| ПІБ                        | Основні відомості                                                             | Дата обрання | Дата звільнення |
| -------------------------- | ----------------------------------------------------------------------------- | ------------ | --------------- |
| Чернявська Ганна Тарасівна | Сільський голова, 1960 року народження, освіта незакінчена вища               | 26.03.2006   | 31.10.2010      |
| Чернявська Ганна Тарасівна | Сільський голова, 1960 року народження, освіта незакінчена вища, позапартійна | 31.10.2010   |                 |

Примітка: таблиця складена за даними джерела